# Aspidiphorus humeralis
Aspidiphorus humeralis es una especie de coleóptero de la familia Sphindidae.

## Distribución geográfica
Habita en Tasmania (Australia).